# Etmopterus evansi
Etmopterus evansi är en hajart som beskrevs av Last, Burgess och Bernard Séret 2002. Etmopterus evansi ingår i släktet Etmopterus och familjen lanternhajar. IUCN kategoriserar arten globalt som livskraftig. Inga underarter finns listade i Catalogue of Life.